# غيورغي أورث
غيورغي أورث (بالمجرية: Orth György)‏ (30 أبريل 1901 – 11 يناير 1962) لاعب ومدرب كرة قدم مجري راحل. بالإضافة إلى مسيرته الرياضية في بلاده فإنه عمل أيضا في إيطاليا، تشيلي، ألمانيا، المكسيك، بيرو، والبرتغال.

## المسيرة الرياضية لاعبا
بدأ أورث مسيرته الرياضية في نادي فأساس المحلي ثم انتقل إلى نادي بيزا الإيطالي. بعدها عاد إلى بودابست وانضم إلى نادي إ متي كيه بودابست حتى نهاية مسيرته كلاعب. كان أورث لاعبا مهما في صفوف منتخب المجر خلال فترة ما بعد الحرب العالمية الأولى ولكنه تعرض إلى إصابة خطيرة في الركبة في سنة 1926 أجبرته على الاعتزال.

## روابط خارجية
- غيورغي أورث على موقع ناشيونال فوتبول تيمز (الإنجليزية)
- غيورغي أورث على موقع عالم كرة القدم.نت (الإنجليزية)
- غيورغي أورث على موقع أوليمبيديا (الإنجليزية)